# Matrei in Osttirol
Matrei in Osttirol (già Windisch-Matrei, tirolese: Mòtrè) è un comune austriaco di 4 675 abitanti nel distretto di Lienz, in Tirolo; ha lo status di comune mercato (Marktgemeinde). È stato istituito nel 1938 con la fusione dei comuni soppressi di Windisch-Matrei-Land e Windisch-Matrei-Markt; con i suoi 277,94 km² di superficie costituisce il secondo comune del Tirolo per estensione. Il paesaggio orografico è costituito essenzialmente dalla catena montuosa della Tauerntal che circonda la valle Iseltal. La cittadina è situata a 29 km a nord di Lienz ed è un centro essenzialmente turistico, caratterizzato dalla grande importanza del patrimonio naturalistico del paesaggio.

## Geografia fisica

### Orografia
Matrei è il principale centro del Tirolo orientale, situato nella parte settentrionale del distretto di Lienz. Il territorio comunale comprende la catena degli Alti Tauri che racchiude la Tauerntal e le sue valli laterali: la Frosnitztal, la Landeggtal, la Gschlößtal e soprattutto la parte superiore della Iseltal. Al comune appartengono parti del gruppo del Venediger e del Granatspitz, con molte cime che superano i 3 000 metri. Il punto più alto del comune è il Großvenediger (3 674 m sopra il livello del mare), il punto più basso (814 m sopra il livello del mare) è raggiunto nella località di Huben.

### Superficie
| Superficie e Territorio | Superficie e Territorio | Superficie e Territorio | Superficie e Territorio |
| ----------------------- | ----------------------- | ----------------------- | ----------------------- |
| Superficie              | Grandezza(ettari)       | %                       |                         |
| Ödland                  | 12.300                  | 43,9                    |                         |
| Almen und Bergmähder    | 7.500                   | 26,8                    |                         |
| Wald                    | 5.200                   | 18,6                    |                         |
| Wiesen und Ackerland    | 1.200                   | 04,3                    |                         |
| Ungenutztes Grünland    | 1.000                   | 03,6                    |                         |
| Weiden                  | 500                     | 01,8                    |                         |
| Gewässer                | 160                     | 00,6                    |                         |
| Verkehrsflächen         | 140                     | 00,5                    |                         |

### Geologia
Matrei si situa in un'area adiacente alle Alpi. La parte a sud è occupata dalla cerchia degli Alti Tauri, costituiti essenzialmente da conformazioni granitiche. Il massiccio centrale della catena dei Tauri è invece composto da rocce prevalentemente calcaree con presenza di numerose tipologie di minerali come granati, pirite, quarzo, e marmo con resti marini fossilizzati. Il calcare è comune anche nella zona di Raneburg con varietà brune e calcopirite. Altre notevoli aree minerarie comprese nell'area di Matrei sono quella di Kals am Großglockner e della Virgental che si estende sino ad ovest. In questa regione sono presenti numerose tipologie di rocce fossili, gesso, quarzite, dolomite ed alcune varietà di calcare (in particolare bruno a sfaldature). A sud di Matrei si trova la Iseltal, un'area particolarmente ricca di cristalli e gemme con alcune varietà di pirite.

### Monti ed alture
Per la sua posizione all'interno degli Alti Tauri il comune di Matrei è caratterizzato dalla presenza di numerose montagne. Il picco più alto è costituito dal Großvenediger (3 674 m), seguito dal Rainerhorn (3 559 m), dalla Schwarze Wand (3 506 m), dall'Hoher Zaun (3 451) e dal Kristallwand (3 310 m), mentre a sud si trovano il Weißspitze (3 000 m) e lo Hoher Eichham (3 371 m). Un'altra parte del comune è costituita dal gruppo del Granatspitze e dai Monti del Villgraten dove il Große Muntanitz raggiunge i 3 232 m e il Große Zunig i 2 776 m. Nei pressi di Matrei si trovano anche l'Ochsenbug (3 008 m) e il Bretterwandspitze (2 868 m).

### Fiumi

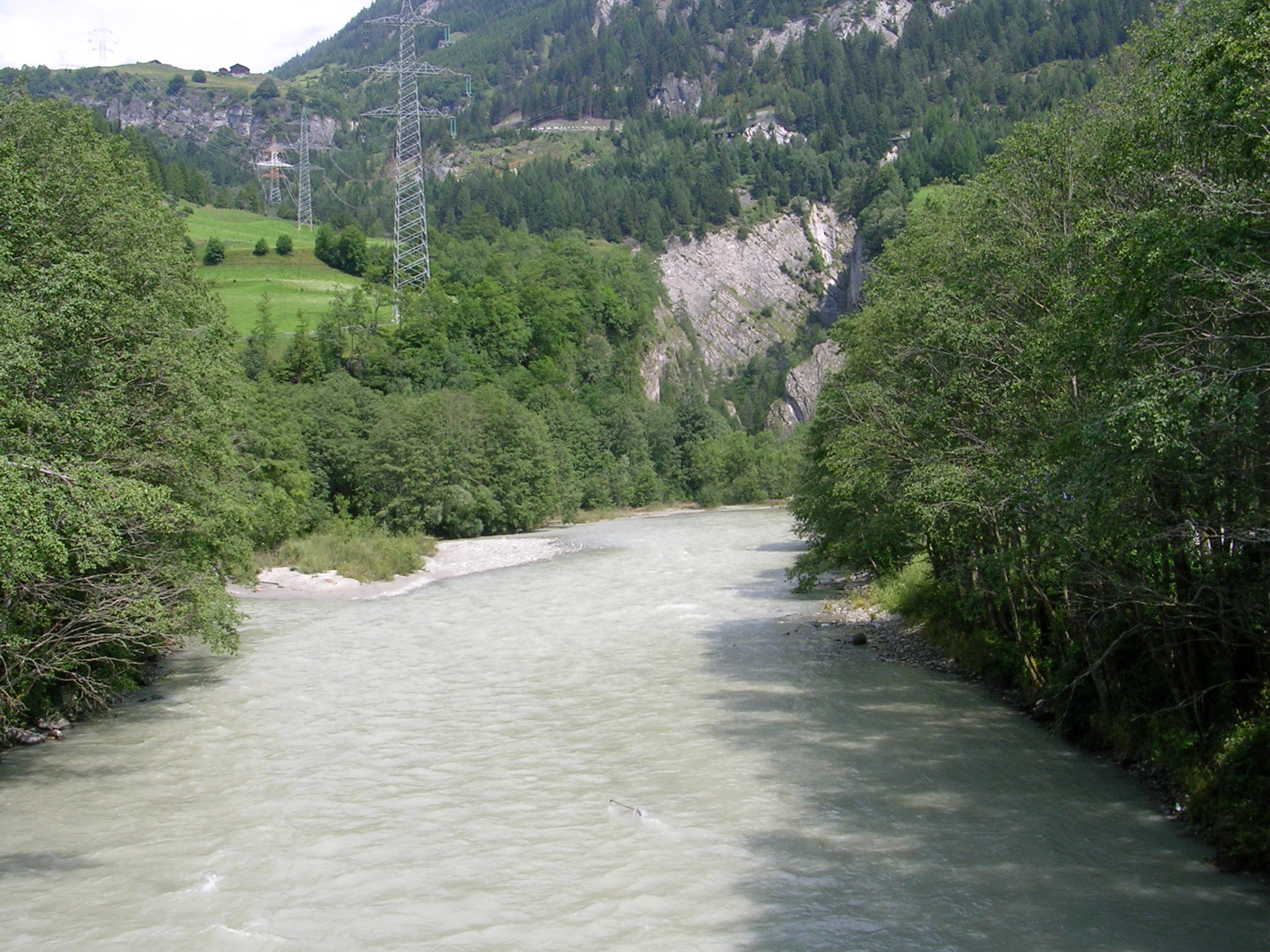
Il Tauernbach presso Proßegg

Il territorio, ricco di corsi d'acqua montani a carattere torrentizio, è delimitato dal Tauernbach che percorre la Tauerntal per 18 chilometri. Altri fiumi sono il Gschlößbach nella Gschlößtal, il Landeggbach e il Frosnitzbach. Nella parte finale del Tauernbach si trova il torrente Steiner (con le omonime cascate). Altro fiume dell'area di Matrei è il Bretterwandbach. Il Tauernbach confluisce poi nell'Isel che dà origine all'omonima valle. La presenza di questo fiume ha dato vita nei secoli passati alla Iseltalstraße, importante asse viario di collegamento tra i monti, realizzata seguendo il corso del fiume.

## Storia

### Preistoria
I più antichi resti archeologici che testimoniano la presenza umana risalgono alla media Età del bronzo (circa 2200-1300 a.C.). Effettuando scavi nella piazza principale del paese sono stati infatti ritrovati reperti in bronzo e in ceramica tipici della zona degli Alti Tauri e altri reperti sono stati trovati anche nella zona di Weißenstein.

### Età antica
Attorno al 100 a.C. l'area dell'odierno Tirolo orientale fu assoggettata a Roma e annessa poi all'impero romano come castrum, facendo supporre quindi che l'abitato fosse fornito di una struttura fortificata di difesa contro le incursioni dei barbari del Reno. Il dominio romano raggiunse anche la Virgental sino al Kreuzungspunkt. A questo periodo risale ad esempio la tomba del senatore romano Pompeo, che si colloca tra il II e il I secolo a.C.

### Età medievale

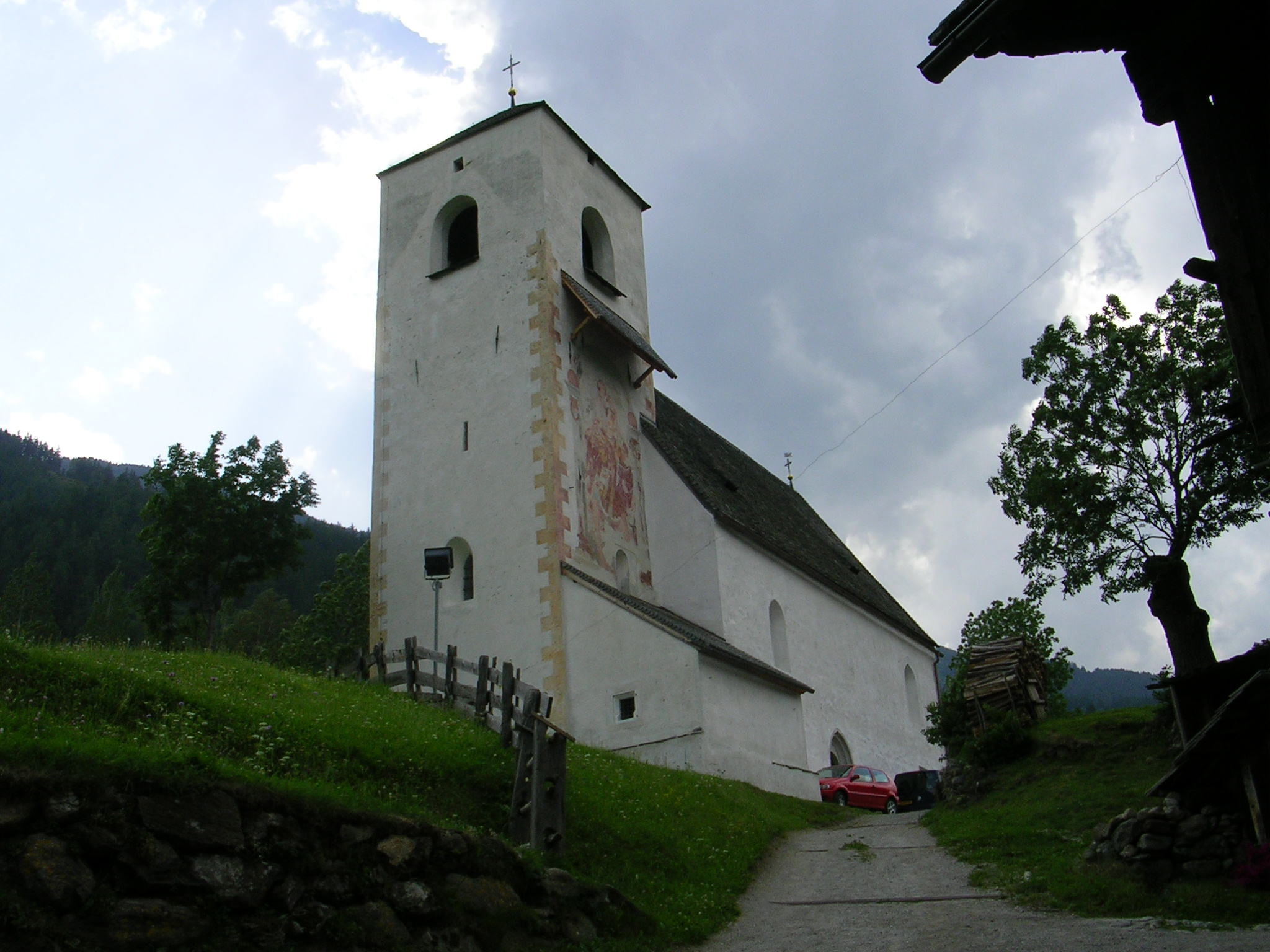
La chiesa di San Nicola, costruita nel XII secolo

Al termine del dominio romano, Matrei fu compresa entro l'area della Carinzia. Nell'VIII secolo fu dominio del duca di Baviera e l'area venne cristianizzata. Nell'811 passò al vescovo di Salisburgo come parte della diocesi, sempre compresa nella Carinzia. Una seconda fase iniziò nel 1212, quando l'area venne elevata a contea dell'arcivescovo di Salisburgo. Durante la dominazione salisburghese il paese conobbe un notevole sviluppo data la sua posizione dominante nell'area. Durante il XIII secolo notevoli furono gli scontri sorti tra Philipp von Spanheim, arcivescovo di Salisburgo, e il conte Mainardo I di Gorizia per il possesso dell'area, guerra conclusasi nel 1252 con la Pace di Lieserhofen. Sempre nel corso del Medioevo, la località divenne sede di un tribunale.
Nel 1280 fu istituito il primo mercato cittadino, il "Forum de Matrei", e nell'XII secolo fu costruita la prima chiesa del paese, la chiesa di San Nicola. Sempre al medesimo periodo risale anche il castello di Weißenstein (restaurato nel XIX secolo), antica sede dei conti di Lechsgemünde. All'estinzione della casata con Heinrich II di Lechsgemünde (nato dopo il 1080, morto l'11 marzo 1142), il borgo venne affidato al vescovo di Salisburgo che ne autorizzò l'investitura feudale all'arrivo degli Asburgo, dopo la vittoria su Ottocaro II di Boemia nel 1278.

### Età moderna
Dal 1616 il paese divenne un importante centro commerciale ed un vitale centro di scambi per la zona degli Alti Tauri. A metà del XVII secolo Matrei fu investita, come del resto gran parte dell'Europa, da una grande epidemia di peste.

### Età contemporanea

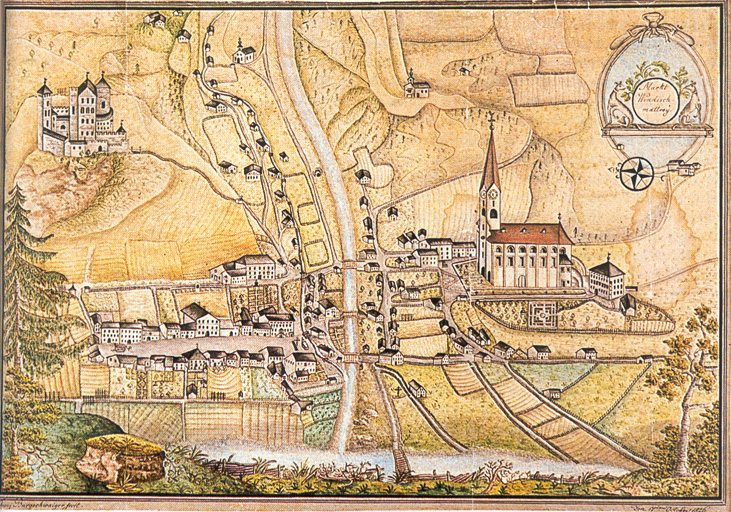
Matrei nel 1826 in una mappa acquarellata di Franz Burgschwaiger

Il XIX secolo per Matrei iniziò con la riapertura del capitolo parrocchiale della chiesa di Sant'Albano e l'opposizione, operata sin dal 1797, contro la Rivoluzione francese. Nel 1805 venne secolarizzato il principato di Salisburgo che entrò quindi a far parte definitivamente dell'Impero austriaco. Il Basso Tirolo venne invaso dalle truppe napoleoniche il 24 dicembre 1811 e l'area di Matrei rimase sotto amministrazione francese sino al 1813, parte delle Province illiriche con il governo unito dei francesi e dell'imperatore Francesco I d'Austria con il nome di Windisch-Matrei. Dal 1860 l'area acquisì indipendenza territoriale dal Salisburghese e sviluppò una propria economia basata prevalentemente sul turismo. Nel 1895 il vicino abitato di Bichl venne definitivamente posto sotto l'amministrazione di Matrei e nel 1897 si riaprì nuovamente il mercato che tanto aveva fruttato al paese nei secoli precedenti.

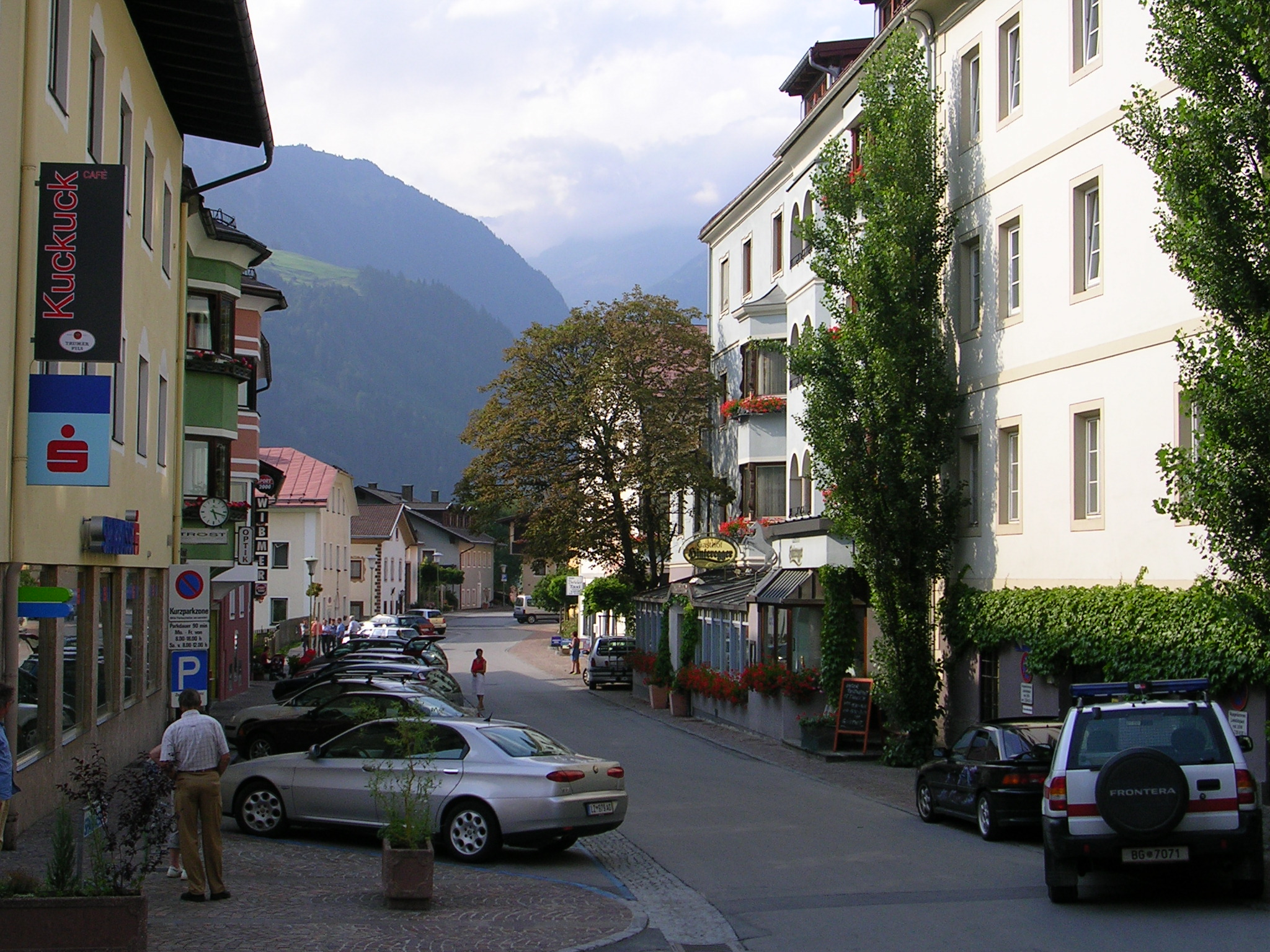
Il mercato di Matrei nel 2005

Agli inizi degli anni 1930 l'area di Matrei fu fortemente influenzata dal pensiero nazionalsocialista tedesco. Il paese seguì le sorti dell'Austria e si trovò ad essere annessa alla Germania nel 1938, sino alla capitolazione del Terzo Reich l'8 maggio 1945. Sin dal 1945 il partito dominante si è dimostrato l'ÖVP. La divisione amministrativa tra Tirolo orientale e Carinzia avvenne nel 1947. La rinascita del turismo avvenne dal 1948, ma il vero boom avvenne negli anni 1950 con la rinascita del turismo invernale.

### Stemma
Lo stemma comunale di Matrei apparve per la prima volta nel 1691 a opera dell'arciprete del Duomo di Salisburgo e rappresenta il patrono della città, sant'Albano da Magonza, che fu decapitato e come tale appare reggente il proprio capo nella mano destra e con la spada, simbolo del martirio subito, nella sinistra.

## Monumenti e luoghi d'interesse
Il patrimonio culturale di monumenti artistici di Matrei in Osttirol è costituito prevalentemente da edifici religiosi quali chiese e cappelle; in tutto il territorio sono dislocate 41 tra chiese, cappelle e monasteri. Da segnalare la chiesa parrocchiale di Sant'Albano, che risale al XIV secolo con alcuni affreschi del 1340 e fu restaurata in stile barocco, la chiesa di San Nicola, romanica con peculiare coro a due piani che conserva affreschi del 1226 (quelli dell'abside superiore, di scuola padovana, sono ben conservati), e la piccola cappella montana del Gschlößtal. A Huben si trova invece la chiesa del Sacro Cuore di Gesù, costruita sotto un enorme ciliegio.

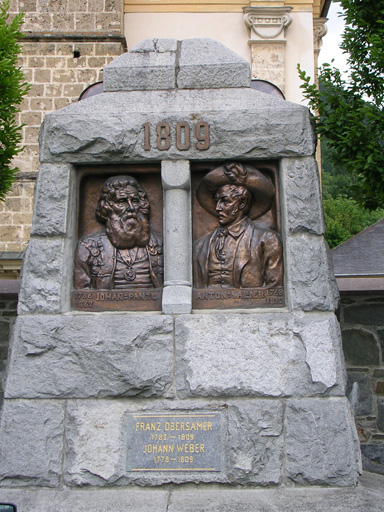
Monumento a Franz Obersamer e Johann Weber

A Matrei si possono notare numerosi monumenti che ricordano le vicende storiche del paese. Il più famoso di questi, presso la chiesa di San Nicola, è dedicato a Franz Obersamer e a Johann Weber, combattenti per l'indipendenza di Matrei durante l'Insorgenza tirolese del 1809, ricordati nell'opera di Virgil Rainer del 1918.

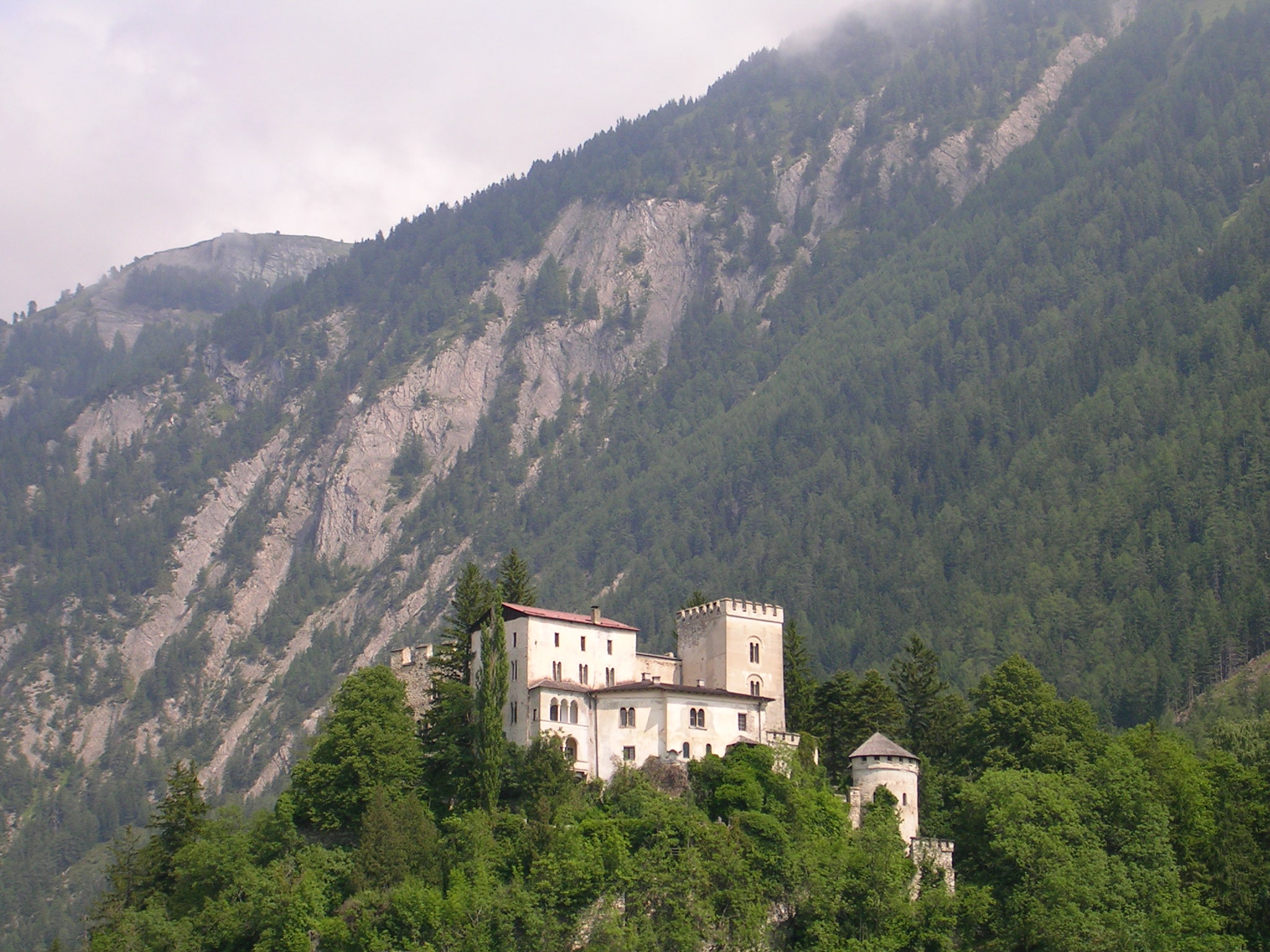
Il castello di Weißenstein

Al periodo medioevale risale inoltre il castello di Weißenstein (XIII secolo), già sede dell'antico tribunale di Salisburgo, rimaneggiato nel XIX secolo ma pur sempre impressionante dall'alto del suo nudo sperone roccioso.

## Società

### Evoluzione demografica
Dal 1869 sino agli anni 1920 la popolazione di Matrei si mantenne pressoché stabile. Dal 1923 si è andata accentuando una crescita dell'8,4 %. Una crescita leggermente negativa si è riscontrata soprattutto nel 2003, quando la cittadina contava 4 913 abitanti.
Abitanti censiti

La popolazione al 1º gennaio 2016 era di 4 675 abitanti.

## Cultura

### Istruzione
Matrei segue, come del resto tutta la sua area, l'ordinamento scolastico austriaco del Tirolo orientale. A Matrei, oltre a tre scuole elementari, si trova anche una scuola superiore, un istituto privato con un centro socio-psicopedagogico e una scuola professionale con specializzazioni in metallurgia e meccanica. Qui si trova inoltre la locale scuola di musica "Matrei-Iseltal".

### Musica
A Matrei è rilevante una forte presenza della musica popolare. A Matrei è infatti nato il Goldried-Quintett, uno dei massimi gruppi di musica popolare della zona. Prevalentemente nel periodo estivo si organizzano anche numerosi concerti di musica sacra presso la cappella della chiesa parrocchiale e concerti di musica classica sul sagrato.

## Geografia antropica

### Suddivisioni amministrative
Il territorio comunale di Matrei in Osttirol è articolato in due comuni catastali, Matrei in Osttirol Markt e Matrei in Osttirol Land, che comprende la zona dell'Iseltal, l'area di Kienburg, Huben, Moos, Feld, Mattersberg, Klausen e Seblas; i dintorni di Matrei, l'area di Glanz, Hinterburg, Klaunz, Bichl, Waier e Ganz; l'area della Virgental con i dintorni di Zedlach; e la Tauerntal con l'area di Proßegg, Hinteregg, Gruben, Berg, Raneburg e Tauer.

## Economia

### Industria e artigianato
Già in epoca romana erano presenti numerose miniere di ferro e rame, anche se attualmente gran parte delle zone industriali sono concentrate nel territorio presso Seblas.

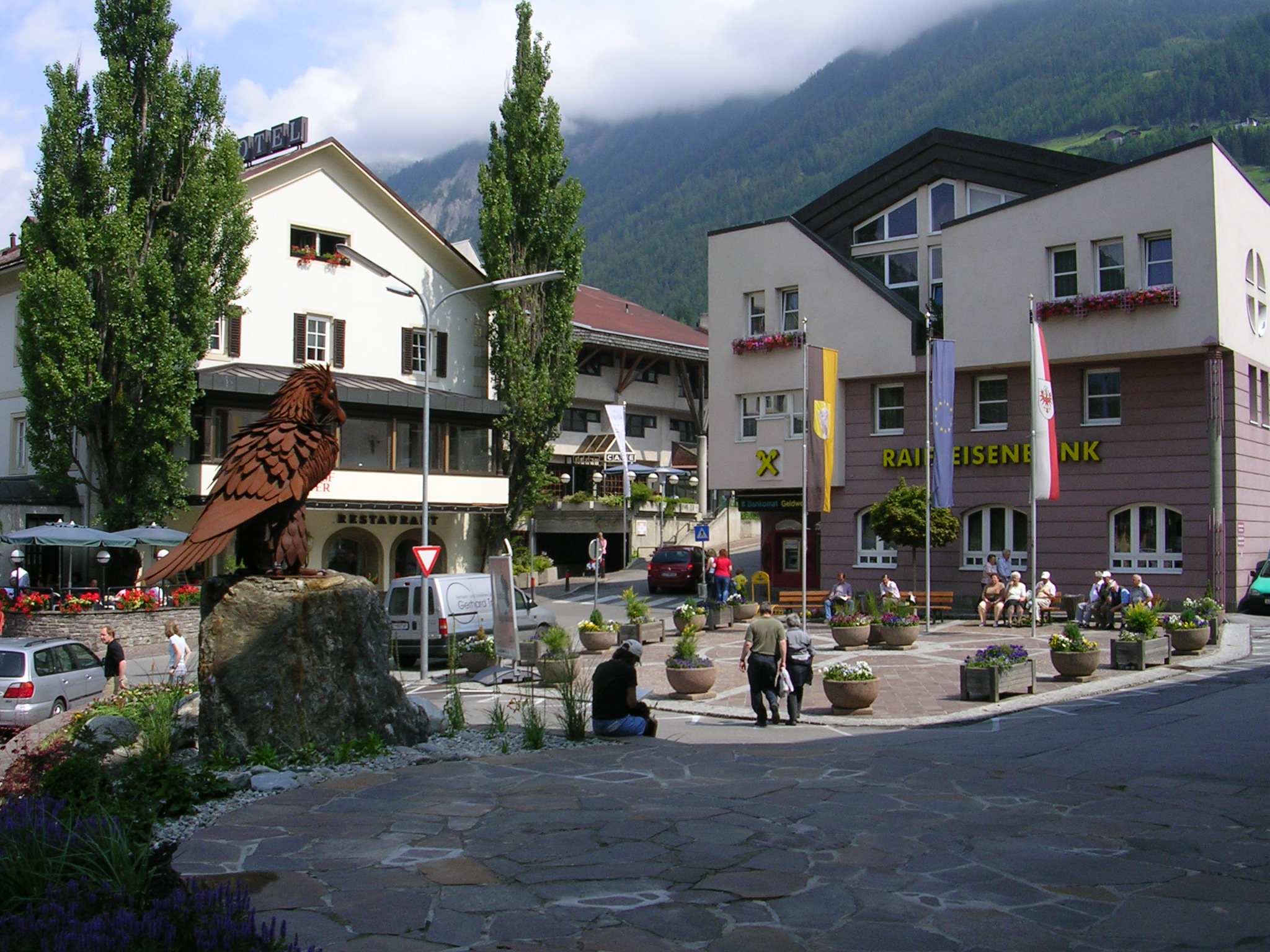
La Rauterplatz con l'omonimo hotel

Il turismo a Matrei si è molto intensificato negli ultimi decenni del XX secolo, soprattutto per quanto riguarda l'aspetto naturalistico e degli sport invernali. Il turismo estivo è favorito dalla presenza di parchi e riserve naturalistiche come quella degli Alti Tauri. Notevole a Matrei è anche la pesca sportiva praticata nella bella stagione nei fiumi come Isel e Tauernbach o le passeggiate in bicicletta nel percorso Iseltal-Radweg. La cittadina dispone inoltre di un impianto di minigolf. L'ammontare dei turisti è di circa 260 000-300 000 visitatori all'anno.

## Infrastrutture e trasporti

### Strade
Passa da Matrei la strada statale B108 (Felbertauernstraße) che congiunge Lienz a Salisburgo, attraverso il Großglockner, attraversato da un tunnel. Pochi chilometri prima di Matrei, provenendo da Lienz, c'è il bivio per la strada che attraverso il Passo Stalle (Staller Sattel) porta in Italia, a Rasun Anterselva, e si ricongiunge a Valdaora con la Strada statale 49 della Pusteria.
La Felbertauernstraße verso nord, attraverso il Felbertauerntunnel, collega Matrei con Mittersill e verso sud con Lienz. La Felbertauernstraße collega Matrei anche con la Virgental (Landesstraße L24), la Defereggental (Landesstraße L25) e la Kalser-Landesstraße.
I mezzi di trasporto pubblici sono costituiti unicamente dalle corriere del servizio postale. La linea 4412 collega la città con il capoluogo Lienz, con la Virgental e con Prägraten am Großvenediger. La linea 4414 collega con Lienz attraverso la Felbertauernstrasse con una diramazione in località Huben verso la Defereggental e Sankt Jakob in Defereggen. Infine la linea 4408 collega Lienz con Kals am Großglockner.
Accanto alle infrastrutture stradali sono da citare importanti sistemi di trasporto dell'energia quali l'Oleodotto Transalpino (TAL) Trieste-Ingolstadt ed un elettrodotto a 380 kV. Entrambi, percorrendo la Taurental, giungono sino a Salisburgo.

## Sport
Con la Sportunion Matrei nella cittadina sono presenti squadre di calcio, tennis, judo e sci, che disputano gare organizzate in tornei. La squadra di calcio di Matrei trova il suo luogo di allenamento nel Tauernstadion, fornito anche di un campo da tennis.